# Farol da Ribeira Brava
O Farol da Ribeira Brava é um farolim português que se localiza no município da Ribeira Brava na ilha da Madeira. Instalado no cimo de um promontório a oeste do porto mas a este da baixa da Vila, a cerca de 16 km (10 mi) a oeste do Funchal.
A luz encontra-se no interior de uma construção quadrangular com 6 metros de altura, vermelha e branca.